# Jos De Meyer
Pour les articles homonymes, voir De Meyer.
Jos De Meyer, né le 15 mars 1950  à Aalter est un homme politique belge flamand, membre du CD&V.
Il est licencié en droit (KUL).

## Fonctions politiques
- 1989-     Conseiller communale à Saint-Nicolas
- 1991-1995 Sénateur belge
- 1992-1995 Membre du Conseil flamand
- 1995-     Membre du Parlement flamand
- 1995-2004 Échevin à Saint-Nicolas
- 2007-     Échevin à Saint-Nicolas

## Distinctions
- Chevalier de l'ordre de Léopold (1999)